# Rio Dioşti
O Rio Dioşti é um rio da Romênia, afluente do Gologan, localizado no distrito de Olt.